# Aranda de Duero
Aranda de Duero je město ve Španělsku. Leží na řece Douro ve vinařské oblasti, v provincii Burgos v autonomním společenství Kastilie a León, asi 130 km severně od Madridu. Žije zde přibližně 34 tisíc obyvatel.

## Pamětihodnosti
Aranda de Duero je centrem vinařské oblasti Ribera de Duero a vinné sklípky v podzemí starého města jsou nejčastějším cílem turistů.
- Pozdně gotický kostel Panny Marie ze 14. století s mohutným portálem
- Kostel sv. Jana Křtitele ze 14. století
- Bývalý klášterní kostel Panny Marie vinařské na okraji velkého parku se nepoužívá a je volně přístupný.
- Železniční muzeum v budově bývalého nádraží
- Muzeum keramiky